# Östergötlands runinskrifter ATA4197/55
Ög ATA4197/55 är ett vikingatida runstensfragment av grå kalksten i Fornåsa kyrka, Fornåsa socken och Motala kommun. Reliefhuggen ornamentik. Ristad på tre sidor. 
Runristad sten, 0.52x0.29-0.32 m stor och 0.10-0.11 m tjock, grå kalksten. Stenen är ristad på 3 sidor. Bredsidan upptas av ornamentik, medan runor finns på stenens båda smalsidor, med basen mot den ornerade sidan, vilket visar att stenen troligen varit rest. Förvarad i tornkammaren.

## Inskriften
Translitterering av runraden:
...-a(k)r : ris-(i) · s(t)(i)- ... ¶ ... hi-bi · s... ...
Normalisering till runsvenska:
-[l]akʀ(?) ræis[t]i/ris[t]i stæi[n] ... ... hia[l]pi s[ial] ...
Översättning till nusvenska:
... reste (el. ristade) stenen ... hjälpe ... själ ...
Att döma av ornamentikens utformningen, personnamnet i början saknar flera runor och skulle vara sammansatt namn. Förutom Þōrlakʀ, som förekommer i tre östgötska runinskrifter (þurlakʀ Ög 23, ack. þorlak Ög 156 och þurlak på Ög Fv1966;102), är även Kiūlakʀ och Āslakʀ belagda i landskapet.